# Автодорога A-13 (Казахстан)
Респу́бликанская автомоби́льная доро́га А-13 (до 2011 года применялся прежний учётный номер — Р393) — автомобильная дорога общего пользования республиканского значения Кокшетау (с подъездом P14 к международному аэропорту «Кокшетау») — Чкалово — Кишкенеколь (Кзыл-Ту) — Бидайык (Бидаикское) — государственная граница с Российской Федерацией (таможенный пост ДАПП Бидаик), далее переходит в российскую автодорогу Р393 в направлении Омска. Протяжённость магистрали составляет — около 278 километров. Проходит по территории Акмолинской и Северо-Казахстанской областей.

## История
В XIX в. дорога Омск — Кокчетав пересекала в Омске реку Иртыш и через урочище Баян и многочисленные озера направлялась к Кокчетаву. В 1910-х гг. на этом маршруте значились переселенческие деревни Михайловка, Боголюбовка, выселок Борисовский, д. Полтавка.
В XIX в. вся юго-западная степная часть Среднего Прииртышья была опутана сетью больших и малых степных дорог. Их направление в конце ХIХ — первой трети XX вв. было сконструировано расположившимися здесь населенными пунктами русских, украинских, немецких переселенцев. Такие маршруты активно использовались населением для движения в сторону станций Сибирской железной дороги и к Омску.

## Регионы
В Акмолинской области трасса проходит через Зерендинский район в Северо-Казахстанскую область. В Северо-Казахстанской области трасса проходит по территории трёх районов: Тайыншинского (Красноармейского), Акжарского (Ленинского) и Уалихановского (Кзыл-Туского).

## Схема маршрута
Дорога начинается в Кокшетау, где примыкает к автодороге республиканского значения A1, проходит через населённые пункты Кызылтан (Трофимовка), Ильичёвка, Чкалово, Аккудук (Алаботинский), Акжаркын (Совхозное), Дауит (Куйбышевское), Талшик, Кишкенеколь (Кзыл-Ту), Кондыбай (Черниговское), Актуесай (Карла Маркса), Бидайык и заканчивается на границе с Российской Федерацией.
| Кокшетау | → 83 км → | Чкалово | → 130 км → | Кишкенеколь | → 55 км → | Бидайык | → 10 км → | государственная граница с Российской Федерацией |

## Климат
Климат резко континентальный, с очень холодной зимой (до −40°С) и жарким летом. Межсезонье практически отсутствует, весна и осень короткие.

## Достопримечательности
Кокшетау — город с населением 146 тыс. жителей, расположенный на берегу озера Копа на севере Кокшетауской возвышенности, предгорья которой окружают город с юга и запада.
Кишкенеколь — самое лучшее место.